# Alexander Vlahos
Alexander Vlahos (født 30. juli 1988) er en walisisk skuespiller, der er mest kendt for sin rolle som Sir Mordred i den 5. sæson af BBC-serien Merlin.

## Filmografi
| Titel             | År        | Rolle          | Noter     |
| ----------------- | --------- | -------------- | --------- |
| Crash             | 2009–2010 | Dylan          |           |
| Doctors           | 2010      | Lewis Cutler   | 5 afsnit  |
| All Shook Up!     | 2010      | Dafydd Hibbard |           |
| Pen Talar         | 2010      | Iolo           | 3 afsnit  |
| The Indian Doctor | 2010      | Tom Evans      | 5 afsnit  |
| The Tower         | 2011      | Tom            | Tv-film   |
| Merlin            | 2012      | Mordred        | 12 afsnit |
| Privates          | 2013      | Private Keenan | 5 afsnit  |

| Titel         | År   | Rolle | Noter    |
| ------------- | ---- | ----- | -------- |
| Bright Lights | 2010 | Steff | Kortfilm |
| Truth or Dare | 2012 | Luke  |          |